# Buxella
Buxella és un gènere extint de primats de la família dels notàrctids que visqueren a l'Europa occidental durant l'Eocè, fa entre 40,4 i 48,6 milions d'anys. Se n'han trobat restes fòssils a França. El quocient de cisallament de les dents i la mida del cos fan pensar que eren animals insectívors. Eren més grossos que les espècies dels gèneres Anchomomys i Nievesia i si fa no fa igual de grossos que Periconodon, del qual es distingeixen pel fet de tenir les dents postcanines més amples. Les dents molars superiors presentaven cíngols.